# Yuvkha Valles
Le Yuvkha Valles sono una struttura geologica della superficie di Venere.